# Димитър Гочев
 Тази статия е за продуцента Димитър Гочев.  За театралния режисьор вижте Димитър Гочев (режисьор).  
Димитър Гочев е български продуцент, режисьор, оператор.

## Биография
Роден е в София през 1957 г. От 1980 г. започва работа в киноцентъра в Бояна, а по-късно следва специалност Операторско майсторство в НАТФИЗ. Освен оператор на документални и игрални филми, телевизионни предавания и реклами, той е един от създателите на продуцентски компании „СИА“ и „Камера“. Един от филмите, заснети и продуцирани от него, е „Пазачът на мъртвите“ на Илиян Симеонов, спечелил наградата за режисура на 27-ия фестивал на българския игрален филм „Златна роза“ във Варна. Димитър Гочев участва в създаването на големи рекламни кампании. Продуцент е на няколко европейски копродукции, заедно със световноизвестни режисьори като Милчо Манчевски, Сърджан Драгоевич и др. Продуцира проект по сценарий на световноизвестния сценарист Жан-Клод Кариер.

## Филмография
Продуцент (26 заглавия)
- 2017 Ние, нашите и вашите (продуцент)
- 2013 Bodljikavo Prase (съпродуцент) (анонсиран)
- 2011-2013 Под прикритие (TV series) (продуцент – 36 епизода)
- 2012 Революция Z (TV сериал) (изпълнителен продуцент – 6 епизода)
- 2012 Последната линейка на София (документален) (продуцент)
- 2012 Black & White in Colors (асоцииран продуцент)
- 2012 Incognita (продуцент)
- 2012 Стоичков (документален) (продуцент)
- 2012 Spanien (съпродуцент)
- 2011 Аве (продуцент)
- 2010 Стъклен дом (TV сериал) (изпълнителен продуцент – 17 епизода, 2010-2011) (продуцент – 13 епизода, 2010)
- 2010 HDSP: Лов на дребни хищници (съпродуцент)
- 2010/I The Guardian (късометражен) (изпълнителен продуцент)
- 2009 Хъшове (TV сериал) (продуцент)
- 2009 The Belgrade Phantom (съпродуцент)
- 2009 Jazzta Prasta или Кои са българските ноти? (документален) (продуцент)
- 2009 Sveti Georgije ubiva azdahu (съпродуцент)
- 2008 Captive (съпродуцент)
- 2007 Senki (продуцент)
- 2007 А днес накъде (съпродуцент)
- 2006 Пазачът на мъртвите (продуцент)
- 2005 Корабите са пълни (документален) (асоцииран продуцент)
- 2005 Смъртта и целият път обратно (документален) (изпълнителен продуцент)
- 2003 Los novios búlgaros (изпълнителен продуцент)
- 2002 Хълмът на боровинките (TV филм) (line продуцент)
- 1996 Невероятните приключения на Синдбад мореплавателя (продуцент)